# ابراهیم‌آباد (غیناب)
ابراهیم‌آباد روستایی در دهستان غیناب بخش مرکزی شهرستان سربیشه استان خراسان جنوبی ایران است.

## جمعیت
بر پایه سرشماری عمومی نفوس و مسکن در سال ۱۳۹۵ جمعیت این روستا ۶۱ نفر (۱۹خانوار) بوده‌است.